# Гобиптерикс
Гобиптерикс
(лат. Gobipteryx) — род энанциорнисовых птиц, включающий единственный вид — Gobipteryx minuta. Гобиптериксы не имели зубов и, в отличие от современных птиц, судя по найденным яйцам с развившимися эмбрионами, были способны к полёту через короткое время после вылупления.

## Физическое строение
Гобиптериксы были птицами размером с ворону, длина тела взрослой особи составляла 35—40 сантиметров. Череп отличается от черепов других мезозойских птиц отсутствием зубов. Также в отличие от других энанциорнисовых отсутствуют челюстные отверстия, а носовые отростки верхней челюсти сильно редуцированы. Сросшиеся предчелюстные кости образуют широкий, приподнятый кверху клюв без крючка на конце. Нижние челюсти низкие и прямые, слитые у симфиза. Внешняя ноздря в форме слезы. Глазницы большие и круглые, обрамлённые склеротикальными кольцами.
Строение твёрдого нёба ближе к анатомии манирапторов, чем бескилевых птиц: кости нёба образуют купол, маленькие парные хоаны (внутренние носовые отверстия) сдвинуты назад и разделены слитыми в передней части стержневидными сошниками. Нёбная кость длинная, лопастевидная, соединённая с сошниками спереди и массивной крыловидной костью сзади.
Хотя на протяжении десятилетий в распоряжении палеонтологов не было костей посткраниального скелета сформировавшихся представителей рода Gobipteryx, изучение эмбрионов в найденных ископаемых яйцах показало, что у них были хорошо развитые кости плечевого пояса и крыльев. В то же время кости задних конечностей были недоразвитыми. Эти факты показывают, что гобиптериксы вылуплялись из яиц, в отличие от птенцов большинства современных птиц (за исключением сорных кур), уже готовыми к полёту. Такая особенность развития может объяснить широкое распространение энанциорнисовых на раннем этапе эволюции птиц. В целом посткраниальная анатомия схожа с анатомией других энанциорнисовых. Лопатка прямая, массивная, с развитым акромионом. Коракоиды длинные и тонкие, на задней поверхности широкая треугольная впадина. Коракоиды сходятся у грудины. Головка плечевой кости вогнутая спереди и выпуклая сзади, с выступающим гребнем для крепления двуглавой мышцы; дельтопекторальный гребень широкий и плоский. Дистальная часть плечевой кости сплющенная, со слаборазвитыми суставными мыщелками. Локтевая кость по длине равна плечевой.

## Систематика
Фоссилии мелового периода впервые обнаружены в барунгойотской свите в монгольской Гоби (род назван в честь этой пустыни). Одновременно были предложены новые семейство Gobipterygidae и отряд Gobipterygiformes. На основании первого обнаруженного черепа и яиц с эмбрионами новые таксоны были отнесены к бескилевым, однако в 1995 году установлена их принадлежность к энанциорнисовым птицам, подтверждённая в 2002 году после находки черепа в лучшей сохранности. Младшим синонимом видового названия G. minuta стало Nanantius valifanovi, предложенное в 1996 году при описании другого экземпляра из тех же геологических слоёв.